# Maurizio Ganz
Maurizio Ganz (Tolmezzo, 13 de outubro de 1968) é um ex-futebolista e treinador de futebol italiano que atuava como atacante. Atualmente está sem clube.

## Carreira
Revelado pela Sampdoria em 1985, Ganz estreou profissionalmente aos 17 anos, em fevereiro de 1986. Jogou também por Monza, Parma e Brescia até 1992, quando foi contratado pela Atalanta. Pelo clube de Bérgamo, foram 37 gols em 76 jogos, desempenho que chamou a atenção da Internazionale, que vivia a fase inicial da gestão de Massimo Moratti.
Embora tivesse marcado 26 gols em 68 partidas entre 1995 e 1997, Ganz perdeu espaço no time titular com a chegada de Ronaldo, e com isso, foi completamente preterido pelo técnico Luigi Simoni, que optou em alternar entre Marco Branca, Álvaro Recoba e Iván Zamorano como parceiros de ataque do Fenômeno.
Cedido ao Milan, vingou-se do ex-clube ao marcar um dos gols na vitória por 5 a 0. No entanto, voltaria a perder espaço no elenco a partir da temporada 1999–00, tendo parcas chances com o técnico Alberto Zaccheroni.
Passou ainda por Venezia, Atalanta (ambos por empréstimo), Fiorentina, Ancona, Modena, Lugano (seu único time fora da Itália) e Pro Vercelli, onde encerrou sua carreira em 2007, aos 38 anos.

## Vida pessoal
É pai de Simone Andrea Ganz, revelado pelo Milan em 2011 e que disputou uma única partida oficial pelos Rossoneri, tendo feito carreira nas divisões de acesso do futebol italiano.[carece de fontes?]

## Carreira internacional
Ganz defendeu a Itália no Mundial Sub-17 em 1985, e chegou a ser convocado 2 vezes pelo treinador Arrigo Sacchi para o time principal, em 1993. Porém, não chegou a entrar em campo nenhuma vez.
A experiência internacional do atacante resumiu-se a 8 jogos pela Padânia, entre 2009 e 2010, quando ele já estava aposentado como atleta profissional.[carece de fontes?]

## Carreira de treinador
Pouco depois da aposentadoria como jogador, Ganz estreou como técnico nas categorias de base do Masseroni Marchese, onde permaneceu por uma temporada. Treinou ainda os juvenis de Aldini Bariviera e Varese, além de Bustese (equipe da Série D italiana), Ascona e Taverne (times das ligas amadoras da Suíça) até 2023, quando assumiu o time feminino do Milan em 2023.

## Títulos
Sampdoria
- Copa da Itália: 1987–88

Brescia
- Série B: 1991–92

Internazionale
- Copa da UEFA: 1997–98

Milan
- Série A: 1998–99

### Individual
- Artilheiro da Série B: 1991–92 (19 gols)
- Artilheiro da Copa da UEFA: 1996–97 (8 gols)